# 리바운드 (2005년 영화)
《리바운드》(영어: Rebound)는 2005년 공개된 미국의 스포츠 코미디 영화이다. 스티브 카가 연출하고, 마틴 로런스 등이 출연하였다.

## 줄거리
한때 대학 농구계 최고 명장이었던 로이 매코믹 감독은 팀 지도보다 광고 계약에 더 관심을 두게 된다. 성격 결함으로 마스코트와 관련된 사건을 일으킨 후 로이는 분노 조절 능력을 입증할 때까지 대학 농구계에서 퇴출된다.
오랜 시간이 지나도록 일자리를 구하지 못한 그는 모교인 마운트 버넌 중학교에서 농구팀 코치 제안을 받게 된다. 로이는 이를 불쾌하게 여기지만 다른 선택의 여지가 없자 명성을 회복하고 대학 농구계로 복귀하기 위한 발판으로 여기며 코치직을 수락한다.
처음에는 어린 선수들을 지도하는 것에 어려움을 느끼던 로이는 점차 농구의 기본 원칙과 스포츠맨십을 가르치기 시작한다. 선수들과 소통하고 함께 성장하면서 로이는 농구에 대한 순수한 열정을 되찾고, 돈보다 더 중요한 가치를 깨닫는다. 로이는 이 직업을 통해 큰돈을 벌지는 못해도 만족스러운 삶을 살 수 있다는 것을 알게 되며, 모교에 새로운 애정을 갖게 된다.

## 출연진
- 마틴 로런스
- 웬디 라켈 로빈슨
- 브레킨 마이어
- 허레이쇼 샌즈
- 오런 윌리엄스
- 패트릭 워버턴
- 메건 멀랠리
- 스티븐 크리스토퍼 파커
- 스티븐 앤서니 로런스
- 거스 호프먼
- 태라 코레이아
- 에이미 브러크너
- 앨리아 쇼캣
- 프레드 스톨러
- 캣 윌리엄스
- 코디 린리
- 로버트 러슬러
- 맷 매코이
- 토드 글래스
- 마셜 벨
- 태라 린 바
- 톰 아널드
- 존 샐리

## 기타 제작진
- 배역: 재닛 허션슨, 제인 젱킨스
- 미술: 제임스 힝클
- 의상: 샐버도어 퍼레즈 주니어